# Carlsbad (Califòrnia)
Carlsbad és una població dels Estats Units a l'estat de Califòrnia. Segons una estimació del gener del 2010 tenia 106.804 habitants.

## Demografia
Segons el cens del 2000, Carlsbad tenia 78.247 habitants, 31.521 habitatges, i 20.898 famílies. La densitat de població era de 806,9 habitants/km².
Dels 31.521 habitatges en un 30,7% hi vivien nens de menys de 18 anys, en un 54,3% hi vivien parelles casades, en un 8,6% dones solteres, i en un 33,7% no eren unitats familiars. En el 24,8% dels habitatges hi vivien persones soles el 8,2% de les quals corresponia a persones de 65 anys o més que vivien soles. El nombre mitjà de persones vivint en cada habitatge era de 2,46 i el nombre mitjà de persones que vivien en cada família era de 2,96.
Per edats la població es repartia de la següent manera: un 23,3% tenia menys de 18 anys, un 6,2% entre 18 i 24, un 31,9% entre 25 i 44, un 24,6% de 45 a 60 i un 14% 65 anys o més.
L'edat mediana era de 39 anys. Per cada 100 dones de 18 o més anys hi havia 92,8 homes.
La renda mediana per habitatge era de 65.145 $ i la renda mediana per família de 77.151 $. Els homes tenien una renda mediana de 54.826 $ mentre que les dones 39.415 $. La renda per capita de la població era de 34.863 $. Entorn del 3,4% de les famílies i el 5,9% de la població estaven per davall del llindar de pobresa.

## Poblacions més properes
El següent diagrama mostra les poblacions més properes.